# Diospyros nodosa
Diospyros nodosa är en tvåhjärtbladig växtart som beskrevs av Jean Louis Marie Poiret. Diospyros nodosa ingår i släktet Diospyros och familjen Ebenaceae. Inga underarter finns listade i Catalogue of Life.